# Шоптыколь (Карагандинская область)
Шоптыколь (каз. Шөптікөл) — село в Каркаралинском районе Карагандинской области Казахстана. Входит в состав Шарыктинского сельского округа. Код КАТО — 354887300.

## Население
В 1999 году население села составляло 402 человека (216 мужчин и 186 женщин). По данным переписи 2009 года, в селе проживало 179 человек (96 мужчин и 83 женщины).